# Crucea „Trecerea Dunării”
Crucea „Trecerea Dunării” este o medalie comemorativă instituită de regele Carol I prin Înaltul Decret nr. 617 din 23 martie 1878 pentru a recompensa participarea la Războiul de Independență a României. Medalia a fost conferită tuturor militarilor mobilizați, indiferent de grad, și civililor care au participat la acțiunile de la sud de Dunăre.
Regele Carol I a atribuit distincția Crucea Trecerea Dunării și ofițerilor și gradelor inferioare din corpurile armatei imperiale ruse care au fost sub comanda sa în operațiunile din jurul Plevnei., combatanții români fiind, la rândul lor, decorați cu Medalia Comemorativă Rusă a Războiului din 1877-1878 de către țarul Alexandru II.

## Descriere
Crucea Trecerea Dunării este confecționată din oțel patinat și are o forma unei duble cruci cu brațele egale cu lungime de 43 mm, lățime de 6 mm și grosime de 2 mm. Crucea ara bordura înălțată și netedă de culoarea oțelului iar mijlocul este granulat. În centru este un medalion înconjurat de un cerc de oțel.

### Avers
Pe aversul crucii, în partea centrală, în medalionul central, este înscris circular TRECEREA DUNĂRII iar în mijloc, orizontal, 1877.

### Revers
Pe reversul medaliei, în medalionul central, este reprezentată monograma regelui Carol I: două litere C majuscule afrontate surmontate de o coroană.

### Panglica
Panglica este diferită pentru militari și civili:
- pentru militari panglica este confecționată din moar roșu închis de 40 mm cu două benzi negre de 10 mm separate printr-o bandă de culoarea fondului cu lățimea de 8 mm;
- pentru civili panglica este confecționată din moar negru cu câte o dungă subțire, de 2 mm, de culoare roșie închisă pe fiecare din cele două margini; fondul negru dintre cele două benzi roșii are lățimea de 17 mm.

## Onorarea post-mortem
Pentru onorarea după moarte a celor decorați cu Crucea Trecerea Dunării, decretul de constituire prevedea, pentru gradele inferioare, depunerea decorației la biserica comunală a domiciliului sau locului de origine a decedatului cu indicarea numelui persoanei decorate (art. 16), sau, pentru ofițeri, la arsenal sau la muzeul militar (art. 18).

Bareta „Tradiție”

Carol al II-lea, prin Decretul Regal No. 3870 din 27 octombrie 1939, autoriza, după decesul persoanei decorate, portul distincției de către cel mai mare fiu dacă acesta era ofițer activ sau în rezervă. În acest caz o baretă orizontală cu inscripția TRADIȚIE pe un fond de frunze de stejar era fixată pe panglică.

### Brevetul de conferire a baretei „Tradiție”

Crucea Trecerea Dunării-Plevna, medalie comemorativă creată de Asociația „6 Dorobanți”.

Dreptul de a purta Crucea Trecerea Dunării cu bareta „Tradiție” era acordat de rege printr-un brevet emis pe numele descendentului, cu următorul conținut:
Ministerul Apărării Naționale
Brevet
Noi, Ministru Secretar de Stat la Departamentul Apărării Naționale, adeverim că prin Înaltul Decret Nr. ........ din ........ Majestatea Sa Regele a binevoit a acorda dreptul ca Medalia „Crucea Trecerea Dunării” conferită prin Înaltul Decret Nr. 617 din 25 Martie 1878 ........ (gradul militar și numele celui decorat) ........ . 
Să fie purtată cu bareta „Tradiție” de către ........ (gradul militar și numele) ........ ca descendent ........ (fiu al decedatului, gradul militar și numele celui decorat) ........ .
Ministrul Apărării Naționale
(gradul militar și semnătura)
Directorul Personalului
(gradul militar și semnătura)
Nr.  ........
Anul ........, luna ........ ziua ........
București

## Crucea Trecerea Dunării și reconstituirile istorico-militare
Asociația „6 Dorobanți”, asociație istorico-militară care are ca scop comemorarea tradițiilor Regimentului 6 Dorobanți „Mihai Viteazul”, a creat o medalie comemorativă numită „Trecerea Dunării-Plevna” cu ocazia aniversării a 130 de ani de la luptele de la Plevna. Medalia reproduce Crucea Trecerea Dunării, diferențele fiind reprezentate de culorile panglicii (care, în acest caz, sunt albastru, culoarea distinctivă a dorobanților, și roșu, culoarea sângelui vărsat de ostașii români) și de prezența unei barete cu inscripția PLEVNA în partea superioră a panglicii. Această medalie comemorativă a fost acordată membrilor asociației cu ocazia manifestărilor ocazionate de Noaptea Muzeelor 2007 la Muzeul Național Cotroceni.

## Crucea „Trecerea Dunării” și Coroana de Oțel
Ca element heraldic, Crucea „Trecerea Dunării” prezintă o importanță deosebită, pentru că cele opt fleuroane ale Coroanei de Oțel a Regilor României sunt unite la vârf printr-o cruce având forma acestei decorații.

## Crucea „Trecerea Dunării” și Stema Regală a României
Ca simbol grafic, mica coroană reprezentată pe reversul decorației „Trecerea Dunării” este prezentă de trei ori în Stema Regală a României - sub forma unei coroane de aur, având formă aplatizată, diferită față de Coroana de Oțel:
- încoronând partea superioară a mantiei de hermină (în Stema Regală varianta mare)
- pe capul acvilei cruciate (în contrast cu stema republicană utilizată astăzi, în care a fost așezată pe capul acvilei Coroana de Oțel)
- ca element de prindere al Ordinului „Carol I” - în partea de jos a Stemei, la variantele mare și medie